# 요한 로크스트룀
요한 록스트롬은 스웨덴의 환경학자로, 지속 가능한 발전 분야의 권위자이다. 지구 위험 한계선 개념을 처음으로 제시하였다.

## 같이 보기
- 지구보건
- 지구 위험 한계선
- 기후변화
- 지구 온난화